# Ein Mädel mit Tempo (1928)
Ein Mädel mit Tempo (Originaltitel The Patsy) ist eine US-amerikanische Stummfilm-Komödie von King Vidor aus dem Jahr 1928 mit Marion Davies in der Hauptrolle, gedreht nach einem Theaterstück von Barry Conners.

## Handlung
Die schüchterne junge Patricia „Pat“ Harrington ist verliebt in Tony, den Freund ihrer älteren Schwester Grace. Allerdings fällt es Patricia schwer, dessen Aufmerksamkeit zu erregen, zumal in ihrer Familie andere das Sagen haben: Die erwachsener wirkende Grace ist selbstbewusst und eitel, sie lässt sich von ihrer Schwester keinesfalls den Freund ausspannen. Grace hat zudem stets die Unterstützung der das Familienleben dominierenden Mutter, die ihrer jüngeren Tochter Pat dagegen kaum Aufmerksamkeit schenkt. Der Vater erkennt die ungleiche Behandlung seiner beiden Töchter durch die Mutter, steht allerdings selbst unter deren Pantoffel und unterstützt Pat daher meist nur im Verborgenen.
Bei einem Ausflug begegnet die Familie dem wohlhabenden und draufgängerischen Playboy Billy Caldwell, der dem netten, aber etwas betulichen Tony seine Freundin Grace ausspannt. Grace geht auf Billys Anwerben ein und Tony ist entsetzt, was Patricia als ihre Chance sieht, endlich seine Aufmerksamkeit zu bekommen. Sie befragt Tony nach Tipps, wie sie Männer anziehen könne, woraufhin dieser ihr den Ratschlag gibt, „Persönlichkeit“ zu entwickeln – Tony ahnt noch nicht einmal, dass Patricia an ihm interessiert sein könnte. Um eine „Persönlichkeit“ zu entwickeln, liest Patricia anschließend einige Ratgeberbücher und gibt in der Folge Binsenweisheiten wie Always remember – Nature gives us many of our features, but she lets us pick our teeth von sich. Ihre Mutter glaubt, dass Pat verrückt geworden sei, und schiebt dieses auf einen angeblich vererbten Wahnsinn väterlicherseits.
Tony beginnt erstmals von Pat Notiz zu nehmen, da diese im Gegensatz zum Rest der Familie ernsthaftes Interesse an seinen Gefühlen sowie für seine Pläne als Architekt zeigt. Zwischen den beiden könnte sich eine Beziehung anbahnen, doch Grace ist nach ihrem kurzen Liebesabenteuer mit Billy wieder an Tony interessiert und will ihn nicht aufgeben. Um Tony trotz allem für sich zu bekommen, versucht Pat es auf Anraten ihres Vaters mit einem Trick: Sie betritt die Villa von Billy und will seine Aufmerksamkeit zu erlangen, was zu einer Notsituation führen soll, aus der Tony sie dann retten könne. Der völlig verkaterte Billy nimmt Pat allerdings überhaupt nicht wahr. Schließlich schließt sie sich einfach in Billys Schlafzimmer ein und ruft Tony um Hilfe an. Der wieder zu sich gekommene Billy versucht der Schreienden zu helfen, wird aber von dem eintreffenden Tony niedergeschlagen. Tony fühlt sich trotz seiner Rettungsaktion keineswegs stärker zu Patricia hingezogen, denn er zweifelt an ihrer Anständigkeit, da sie das Haus des Lebemannes Billy freiwillig betreten hatte.
Nun scheint Pat ihre Hoffnungen auf Tony begraben zu müssen. In diesem Moment setzt sich allerdings ihr Vater endlich durch und wirft seiner Frau und Grace ihre grausame Behandlung von Pat vor. Er verlässt das Haus mit der Erklärung, nie wieder zurückkehren zu wollen, geht aber nur in den Garten. Trotzdem sind seine Ehefrau und Grace von der Vorstellung seines Verlassens so mitgenommen, dass sie schließlich einlenken und der Familienfriede wieder hergestellt ist. Am Ende erscheint auch Tony, dessen Ärger über Pat inzwischen verfolgen ist, und schließt sie in seine Arme.

## Produktionshintergrund

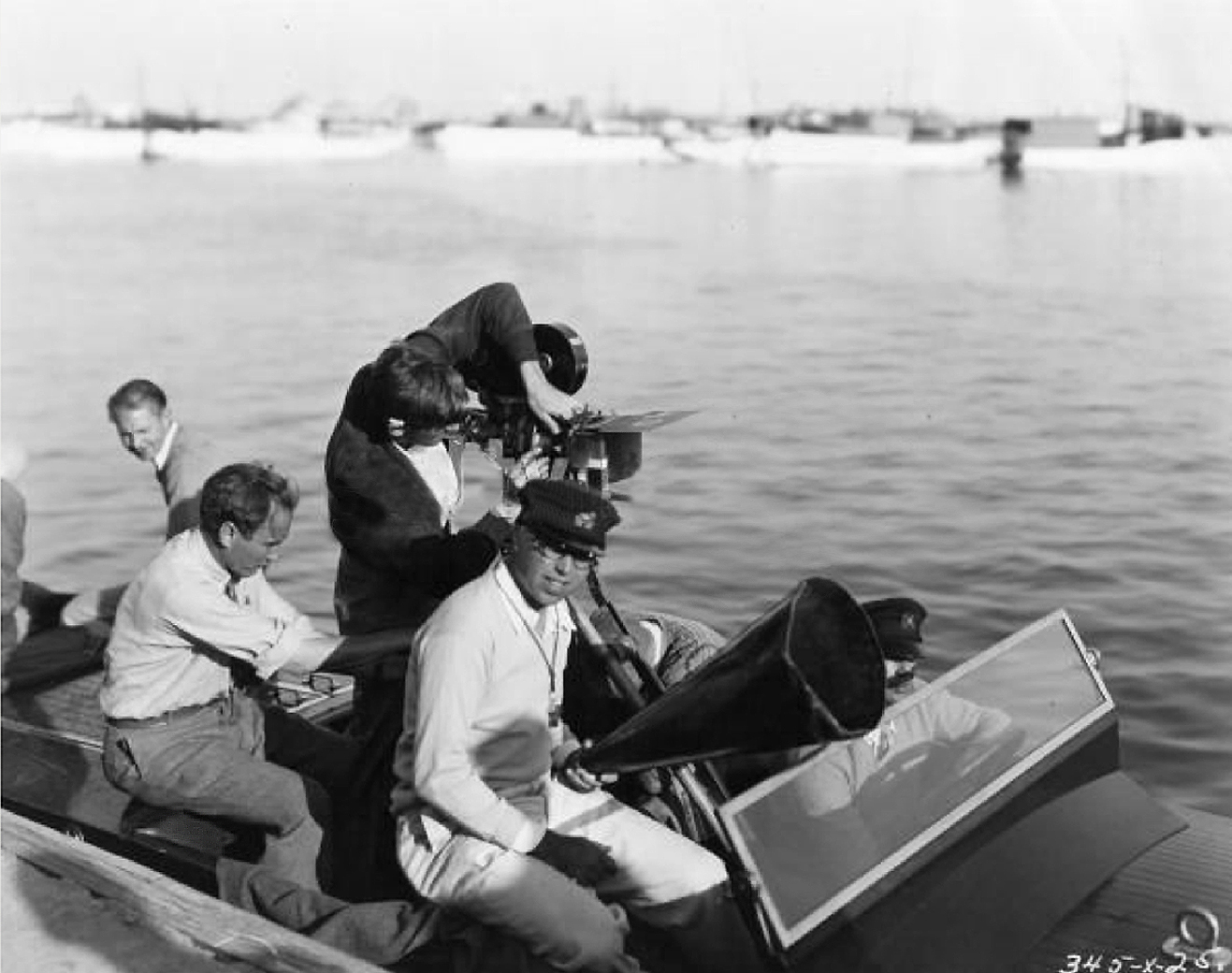
King Vidor bei den Dreharbeiten zu den Wasserszenen des Filmes

The Patsy war der erste von drei Filmen, in denen Marion Davies unter Regie von King Vidor stand: Es folgten noch Es tut sich was in Hollywood (Show People, 1928), der quasi direkt im Anschluss an diesen Film gedreht wurde, sowie der frühe Tonfilm Not So Dumb (1930). Insbesondere The Patsy und Show People wurden rückwirkend von Filmkritikern immer wieder als künstlerische Höhepunkte in der Filmkarriere von Marion Davies gewertet. Finanziert wurde The Patsy wie die meisten der Filme von Davies vorrangig durch ihren Förderer und langjährigen Lebensgefährten William Randolph Hearst. Für Marie Dressler, die in den 1910er Jahren ein großer Star im Filmgeschäft war und es wieder werden sollte, war die Rolle der herrschsüchtigen Mutter in The Patsy nach einer erfolglosen Karrierephase maßgeblich für ihr Comeback.
Als Vorlage diente das gleichnamige Theaterstück von Barry Conners, das im Dezember 1925 am Broadway seine Premiere hatte und dort über ein halbes Jahr unter Regie von Alan Dinehart lief.
Die Sequenz, in der Patricia den Playboy Billy in dessen Villa auf sich aufmerksam machen will, enthält Anspielungen auf große Stummfilmstars der 1920er Jahre. Patricia findet Kostüme in einem Nebenraum und wendet verschiedene Verkleidungen an, mit denen sie drei Stummfilmstars imitiert, deren Bilder in Billys Haus hängen. Zunächst imitiert sie Mae Murray als sich verführerisch gebende Dame von Welt, dann Lillian Gish als traurig und unschuldig wirkende junge Frau und schließlich Pola Negri als gefährliche und elegante Abenteurerin. Billy reagiert bei den ersten beiden Verkleidungen teilnahmslos, bei der Pola-Negri-Verkleidung wähnt er einen Angriff und rennt davon. Die Imitation anderer Schauspielerinnen galten als eine Spezialität von Marion Davies. Murray und Negri sollen sich über die Parodien in The Patsy aufgeregt haben, während Lillian Gish sie als lustig empfand.

## Kritiken
The Patsy erhielt auch außerhalb der von William Randolph Hearst kontrollierten Presse gute Kritiken. So bescheinigte Mordaunt Hall in der The New York Times dem Film, „eine erfreuliche Ablenkung“ gewesen zu sein und beim Publikum viel Gelächter ausgelöst zu haben. Er hob die „geschickte Regie“ von King Vidor, die „cleveren Zwischentitel“ sowie die guten Leistungen der gesamten Besetzung hervor. So schaffe Marion Davies aus ihrer eigentlich uralten Rolle der verliebten jungen Frau „mehr Spaß, als man selbst bei einer modernen Konzeption dieser unsterblichen Rollen erwarten könne“ herauszuholen. Besonderes Lob fand er auch für Dell Henderson in der Rolle des Familienvaters, bei dem das Publikum an einigen Stellen durch „einen natürlichen Gesichtsausdruck“ oder „einen Funken Unterschied in seinen Augen“ in großes Lachen ausgebrochen sei.
Hal Erickson nennt  The Patsy bei AllMovie den wohl besten Stummfilm von Marion Davies hinter Show People. Das Ende des Filmes sei „vorhersehbar, aber sehr witzig“.